# Ifícrates el Vell
Ifrícrates el Vell (grec antic: Ἰφικράτης, llatí: Iphicrates) fou un famós general atenès del segle iv aC. Era fill de Timoteu, un humil sabater.

## Guerra de Corint
Va destacar en l'assalt d'un vaixell enemic probablement en la batalla de Cnidos el 394 aC on va capturar al capità. Per causa d'aquest fet els atenencs li van donar el comandament de les forces enviades a Beòcia en ajut dels beocis després de la batalla de Coronea, quan només tenia 25 anys. El 393 aC dirigia una força de mercenaris al servei d'Atenes a Corint i va participar en la batalla de Lequeu, on corintis, atenencs, beocis i argius foren derrotats per l'espartà Pràxites.
Ifícrates va estudiar llavors tàctiques militars i va proposar l'establiment d'un cos de sapadors (peltastes) va substituir l'escut per un de més gran, l'espasa per una de més llarga, la cota de malles per un model diferent, i les sabates per unes de més lleugeres (que van portar el nom d'ifricàtides, Ἰφικρατίδες).
Amb un exèrcit preparat d'aquesta forma va envair territori de Fliünt; els fliasis van demanar ajut a Esparta que tenia guarnició a la ciutat; llavors Ifícrates va assolar Arcàdia on les forces del país no li va poder fer front.
El 392 aC estava de guarnició a la fortalesa de Pirèon a territori de Corint, quan aquesta ciutat fou atacada per Agesilau; va deixar la fortalesa per anar en ajut de la ciutat però Agesilau el que realment volia era la fortalesa i en quedar buida la va ocupar; Ifícrates va contraatacar i va derrotar els espartans a Mora. Aquesta victòria va tenir força ressò i de fet fou la probable causa que la pau que s'estava negociant entre Atenes i Esparta (encarregada a Andòcides) no es portés a terme. Ifícrates va ocupar Sidos i Cròmmion, que havien estat ocupades abans per Pràxites (que també havia ocupar Ènoe) i tenien guarnició espartana. No obstant una mica després fou destituït en el comandament a petició dels argius, ja que havia manifestat el seu desig de posar Corint sota domini d'Atenes i havia fet matar alguns corintis que donaven suport a l'aliança amb Argos. El va substituir Càbries.
El 389 aC fou enviat a l'Hel·lespont per lluitar contra Anaxibi que fou derrotat i mort el 388 aC.

## Aliat dels odrisis
A la pau d'Antàlcides del 387 aC Ifícrates no va tornar a Atenes i va servir al rei Seutes II dels odrisis que va poder recuperar el tron del que havia estat expulsat segurament per Cotis I. Després fou aliat d'aquest i va rebre la mà d'una filla del rei i li va concedir la ciutat de Dris (grec antic: Δρῦς) a la costa Tràcia.
Quan el 377 aC els atenencs van cridar a Càbries, que era a Egipte lluitant per Acoris, van enviar a Ifícrates amb 20.000 mercenaris a Egipte per ajudar al sàtrapa Farnabazos II a reduir al país. Els preparatius foren llargs i va passar força temps (uns tres anys) fins que les operacions es van iniciar. Ifícrates volia atacar Memfis, però Farnabazos era de l'opinió contrària; el temps perdut feia imminents les inundacions del Nil, i amenaçava de sorprendre els atacants i Ifrícrates es va retirar a Atenes (374 aC).
Farnabazos el va acusar del fracàs de l'expedició, i Atenes va prometre que el castigaria però l'any següent (373 aC) el va nomenar comandant contra Mnasip de Corcira juntament amb Cal·lístrat i Càbries, substituint a Timoteu. Ifícrates va desembarcar a Cefal·lènia, on va conèixer la mort de Mnasip i va passar a Corcira on va desembarcar i va derrotar les forces que havia enviat Dionís I el Vell de Siracusa. Va seguir la guerra fins a la pau del 371 aC en què va tornar a Atenes.

## Hegemonia tebana
El 369 aC el Peloponnès fou envaït per Epaminondes i Ifícrates fou nomenat cap de les forces que havien d'ajudar a Esparta, però el general va evitar combatre els tebans, que resultaren victoriosos a la batalla de Leuctra, iniciant-se l'Hegemonia tebana. El 367 aC va dirigir una força contra Amfípolis. En aquest temps fou adoptat com a fill per Eurídice I de Macedònia la viuda d'Amintes II de Macedònia i va expulsar del regne al pretendent Pausànies; però tot i així Ptolemeu Alorita, l'amant d'Eurídice, va ajudar a Amfípolis contra els atenencs. Ifícrates va seguir la guerra tres anys amb l'ajut de Caridem d'Eubea i finalment Amfípolis es va rendir i va entregar ostatges; després d'això Ifícrates fou substituït en el comandament per Timoteu.
Poc després apareix ajudant al seu sogre Cotis I en la guerra contra Atenes per la possessió del Quersonès traci. Més tard es va aliar a Timoteu la filla del qual es va casar amb Menesteu, fill de Ifícrates i de la filla de Cotis. No considerant ja segura la seva estada al regne dels Odrisis i com que tampoc no podien tornar a Atenes es va retirar a Antissa i tot seguit a Dris que ell mateix havia construït.
A la mort de Càbries, Ifícrates, Timoteu i Menesteu es van unir a Cares en el comandament de la guerra social, però aviat van sorgir conflictes quan Cares els va denunciar per no voler combatre com ell volia. La persecució fou portada a terme per Aristòfon d'Azènia. Ifícrates i el seu fill foren portats a judici i van exculpar a Timoteu. El seu discurs de defensa fou escrit suposadament per Lísies, però no devia tenir massa confiança en la justícia perquè va introduir un cos armat a la sala de manera que els jutges veiessin les armes, i naturalment pare i fill foren absolts (355 aC). Timoteu fou condemnat a una petita multa el 354 aC.
Després d'això Ifícrates va viure retirat a Atenes. Demòstenes diu que ja era mort el 348 aC però l'any en què va morir no se sap.